# Museo Boncompagni Ludovisi per le arti decorative
El Museo Boncompagni Ludovisi per le arti decorative (italiano) o Museo Boncompagni Ludovisi de las Artes Decorativas, es el museo dedicado a las artes decorativas de la Galería Nacional de Arte Moderno de Roma con sede el 18 de la Vía Boncompagni cerca de la elegante e histórica Via Veneto.

## Historia
Inaugurado en 1995 para promover las artes decorativas, el Museo Boncompagni está situado en el Villino Boncompagni, un chalet Art Nouveau, construido en los primeros años del siglo XX. El "Villino Boncompagni" fue donado en 1972 por la princesa Blanceflor de Bildt Boncompagni a la República Italiana para la promoción del arte y de la cultura. Después de la restauración del edificio (años ochenta), el “Villino” fue dado por el Ministerio de la Cultura Italiana (MiBACT) a la Galería Nacional de Arte Moderno de Roma.

## Organización
El Museo recoge pinturas, esculturas, cerámicas, el mobiliario original  del "Villino Boncompagni" y también obras de la Galería Nacional de Arte Moderno de Roma. Acoge más de ochocientas ropas de alta costura y accesorios de moda que ilustran la historia de la moda italiana de los inicios hasta las últimas décadas.
El Museo promueve exposiciones temporales dedicadas a la historia de las artes decorativas y de arte contemporáneo.

## Exposiciones
- Tristano di Robilant. (2007)
- La danza fotográfica da Luciano Usai. (2008)
- Pino Procopio, Ulisse, Scene da un viaggio. (2008)
- Arnaldo Ginna Futurista. (2009)
- Lo zoo di Pinocchio. Galleria di ritratti dei personaggi-animali. Disegni di Filippo Sassoli. (2009)
- Rolando Monti - Dal tonalismo all'astrazione lirica. (2010)
- Fernanda Gattinoni. Moda e stelle ai tempi della Hollywood sul Tevere. (2011)
- Falsi ma Belli. (2011)
- Palma Bucarelli. La Palma della bellezza. (2012)
- Zecchin - Cambellotti e Le Mille e una notte. (2013)
- Joseph Pace, L'Eva Futura. (2014)
- Lydia Predominato, Una via d'uscita per un cuore costretto. (2014)
- Libri d'Artista, L'Arte da Leggere. (2021)
- Direzione dei Musei statali di Roma. Libri d'Artista, L'Arte da Leggere. (2021) Archivado el 14 de junio de 2021 en Wayback Machine.
- Il Gioiello nella Moda e nell'Arte e Libro d'artista di Joseph Pace, Flowers#2. (2022)